# Věra Nerušilová
Věra Nerušilová, rodným jménem Věra Soudková (* 21. dubna 1935 Zlín), je česká zpěvačka, šansoniérka a herečka, žena mimořádně obdařená možná vůbec nejnižším ženským hlasem v Česku – kontraaltem. V současné době[kdy?] členka hereckého souboru Divadla Na Fidlovačce. V 60. letech krátce působila ve skupině Spirituál kvintet. V roce 2015 obdržela cenu města Třebíče, v Třebíči vyrůstala.

## Účinkování
- Československý státní soubor písní a tanců
- Inkognito kvartet a Divadlo Paravan
- Laterna magika
- Crazy show J. Čejky
- Spirituál kvintet
- Divadlo Viola
- Divadlo pro děti – Věra Nerušilová a Marta Němcová (Státní opera – lyrikal Kudykam)
- Divadlo Na Fidlovačce
- Divadlo ABC

## Diskografie
- 2001 Kočka ze Záběhlic – Věra Nerušilová a Inkognito kvartet – FR centrum FR 00036-2, LK 0438-2 EAN 8 594046 7444384, CD
- 2001 Nigun – Věra Nerušilová, Alexander Shonert & Natalie Shonert – Black point, CD (nigun)
- 2004 Raf a Ňaf – FR centrum, CD

### Kompilace
- 2005 Pozdrav orchestru – Big Band Českého rozhlasu – Radioservis – Věra Nerušilová – The Shadow of Your Smile
- 2008 Ta naše písnička česká – Patrola Šlapeto – Universal music 5178851-2 EAN 6 02517 88512 7, 2CD, – 15. Fešák Hubert.
- 2005 Rebelové jsou zpět! Areca Multimedia AM80112-2 EAN 8595068182093, CD - 04. Ze soboty na neděli – Věra Nerušilová & Inkognito.

## Filmografie
- 1964 Kdyby tisíc klarinetů
- 1971 Smrt černého krále
- 1979 Hodinářova svatební cesta korálovým mořem
- 1980 Blues pro EFB[5]
- 1980 Blázni, vodníci a podvodníci

## Divadelní role
- Pan Kaplan má třídu rád – Olga Tarnovská [6][7]
- Kudykam – jasnovidka[8]

## Muzikál
- Šumař na střeše ....Bába Cajtl, Divadlo Na Fidlovačce [9]